# Lycée Richelieu d'Odessa
Le lycée Richelieu d'Odessa, situé au 16 de l'actuelle rue Deribassovskaïa, est un ancien lycée de garçons (en ukrainien : Рішельєвський ліцей, en russe : Ришельевский лицей) fondé en 1816 par le jésuite français Dominique Charles Nicolle (1758-1835), qui donnera naissance par la suite au premier établissement d'enseignement supérieur d'Odessa. Les jésuites le quitteront lorsqu'ils seront expulsés de l'empire russe en 1820.

## Historique
Le lycée est fondé grâce à un oukaze d'Alexandre Ier en 1817 sur l'idée de l'ancien gouverneur de Nouvelle Russie et d'Odessa, le Français duc de Richelieu qui en avait fait la demande auprès de l'empereur de toutes les Russies. Le projet n'aboutit qu'après le départ de Richelieu, alors qu'il était devenu chef du gouvernement français. Le comte de Langeron est à cette époque maire d'Odessa. Le lycée ouvre ses portes le 17 janvier 1818 et il est organisé selon le modèle du lycée commercial d'Odessa et de l'institut noble. Le jésuite Charles-Eugène Nicole en est le premier directeur et le restera jusqu'en 1820. 

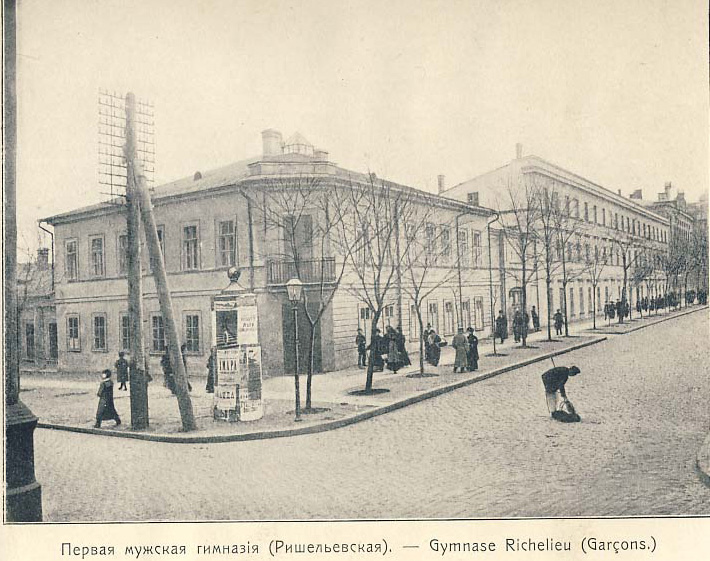
Vue du lycée Richelieu vers 1910.

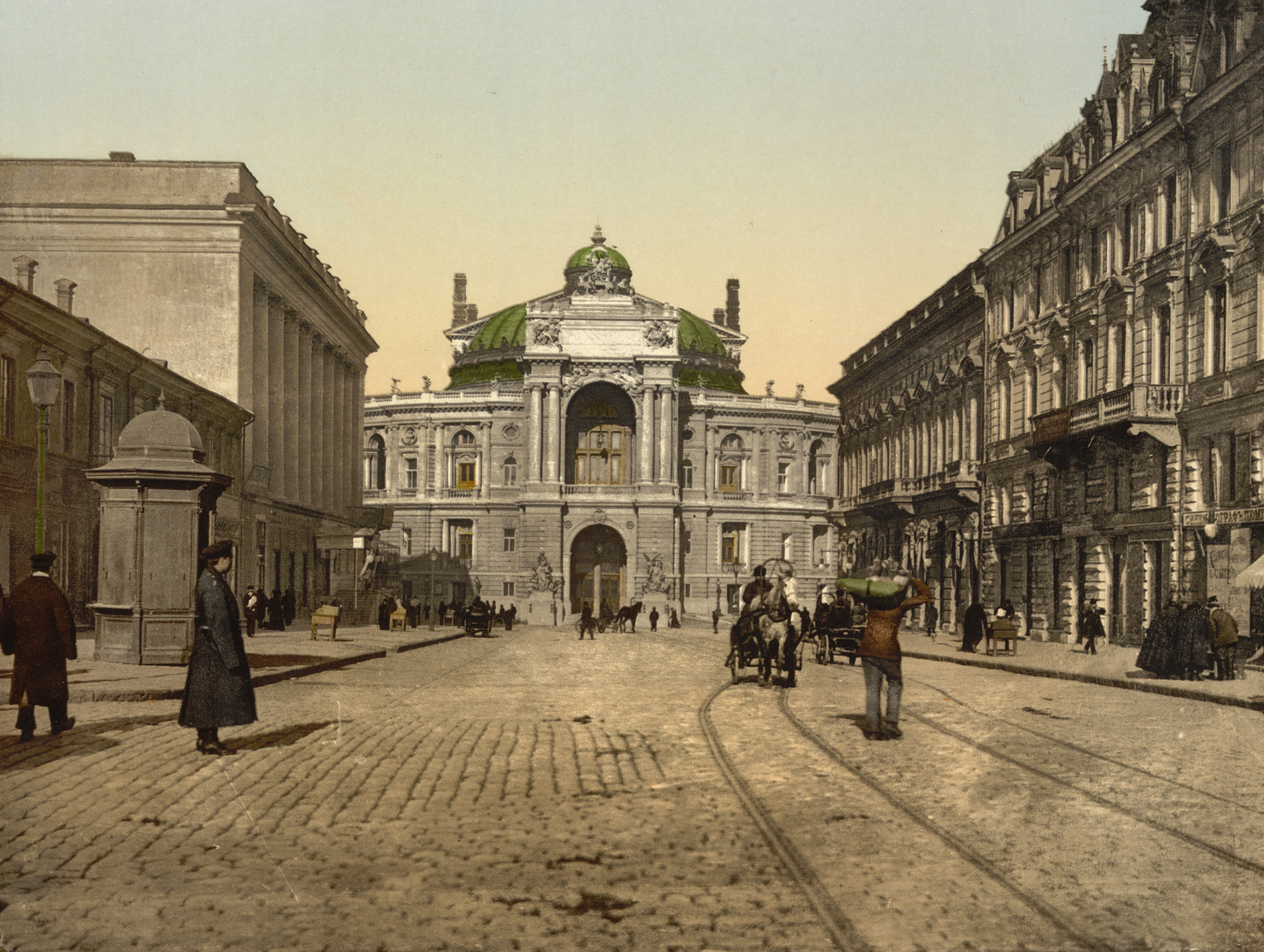
La rue Richelieu et l'Opéra dans les années 1890.

Selon les contemporains, l'annonce de l'ouverture du lycée provoqua des larmes de joie au duc de Richelieu. Le Premier ministre écrivit une lettre de remerciement aux habitants d'Odessa et fit don de sa bibliothèque au lycée, ainsi que de treize mille francs. Alexander von Nordmann y enseigna la zoologie et la botanique entre 1832 et 1834 et lui fit don d'une partie de sa collection zoologique en 1849 (aujourd'hui au musée zoologique de l'université d'Odessa). Christian von Steven lui fit don de sa bibliothèque en 1860.

## Scolarité
Le lycée était organisé selon le programme suivant :
- Classes d'enseignement préparatoire pour les garçons de 8 à 10 ans : catéchisme, grammaire russe, histoire de la Russie, géographie et arithmétique
- Enseignement littéraire :

1. classes de grammaire de 10 à 12 ans ;
2. classes de lettres de 12 à 14 ans ;
3. classes de rhétorique de 14 à 16 ans.

- Classes supérieures : apprentissage des mathématiques supérieures, de la physique, de la mécanique, de la logique, de la métaphysique, du droit naturel et civil, des fortifications et de l’artillerie, de 16 à 18 ans.

Par décret de 1837, le lycée sépare les classes supérieures des autres. 
Le lycée est divisé en trois sections : 
1. physique et mathématiques,
2. juridique,
3. comptabilité.

Ces classes deviennent par oukaze d'Alexandre II à compter du 1er mai 1865, la base de l'université impériale de la Nouvelle Russie (Императорский Новороссийский университет).

## Bâtiment
Le lycée se trouve d'abord à l'angle de la rue Deribassovskaïa (rue de Ribas), no 16 et de la rue Langeronovskaïa (rue Langeron), no 17, jusqu'en 1857, puis d'autres bâtiments lui sont joints et le lycée occupe tout le pâté de maisons.
Adam Mickiewicz a loué un appartement donnant sur la cour du lycée en 1825.

## Aujourd'hui
L'école no 36, rue Elisavetinskaïa, est dénommée depuis 1989 lycée Richelieu en tant qu’établissement d'enseignement secondaire.

## Articles liés
- Tadeusz Brzozowski.
- Grigorios Maraslis, maire d'Odessa.
- Ivan Stempkovsky.
- Andriï Houly-Houlenko, ancien étudiant, général de l'U.P.A.

## Source
- (ru) Cet article est partiellement ou en totalité issu de l’article de Wikipédia en russe intitulé « Ришельевский лицей » (voir la liste des auteurs).